# Justiční vražda
Justiční vražda je udělení trestu smrti nevinnému člověku prostřednictvím zinscenovaného soudního procesu, tedy de facto vražda spáchaná prostřednictvím soudního systému. Na rozdíl od např. justičního omylu při justiční vraždě zástupci justice (soudci, žalobce, obhájce) vědí, že odsouzený nespáchal čin, za který má být zbaven života, a že důkazy a svědecké výpovědi o jeho vině jsou falešné nebo alespoň k odsouzení nedostačující. Justiční vraždy jsou spojeny hlavně s diktaturami. Možnost zneužití trestu smrti k justiční vraždě je jedním z argumentů pro zrušení tohoto trestu.

## Definice
Pojem justiční vraždy (assassins juridiques) jako první použil pravděpodobně osvícenský filozof Voltaire roku 1777 v dopise pruskému králi Fridrichovi. O pár let později, pod dojmem švýcarského případu Anny Göldi, které se její zaměstnavatel, s nímž otěhotněla, zbavil tak, že ji obvinil a nechal popravit za čarodějnictví, definoval justiční vraždu (Justizmord) jiný osvícenský učenec, August Ludwig von Schlözer:
| „ | Zavraždění nevinného, úmyslné, a s veškerou pompou svaté justice, spáchané lidmi, kteří byli pověřeni tím, aby vraždě zabránili, nebo, jestliže se vražda stala, aby byla přiměřeně potrestána. | “ |

## Příklady z historie
Mezi justiční vraždy v komunistickém Československu patří např. popravy Milady Horákové, Rudolfa Slánského a Heliodora Píky.
Za justiční vraždu bývá považován také rozsudek nad manželi Rosenbergovými, kteří byli ve Spojených státech amerických odsouzeni k smrti v roce 1951 za špionáž a popraveni. Dříve byl tento proces označován za justiční vraždu jen komunisty, kteří trvali na nevině obou odsouzených.  Na základě odtajněných dokumentů z vyšetřování FBI a procesu samotného se k názoru, že poprava Ethel Rosenbergové (nikoliv jejího manžela) byla nespravedlivá a vědomým zneužitím justice, kloní i někteří američtí historikové a právníci. Prohlášení v tomto smyslu vydala v roce 2015 i Městská rada v New Yorku.